# Амерікано (футбольний клуб)
«Амерікано» (порт. Americano) — бразильський футбольний клуб, який базується в місті Кампус-дус-Гойтаказіс, штат Ріо-де-Жанейро. Заснований 1 червня 1914 року.

## Історія
Клуб був заснований 1 червня 1914 року уругвайськими братами Бертоні після перегляду гри між Америка (Ріо-де-Жанейро) та об'єднаною командою «Кампос», яку виграла перша з рахунком 3:1. Спочатку клуб планували назвати футбольним клубом «Америка», на честь «Америки» з Ріо-де-Жанейро.